# Манс-розбійник
Манс-розбійник — персонаж серії романів у стилі фентезі «Пісня льоду й полум'я» американського письменника Джорджа Мартіна та телевізійної адаптації «Гра престолів». Лідер вільного народу, які обрали його Королем-за-Стіною, колишній член Нічної варти, а зараз — її головний ворог.

## Зовнішність і особистість
Це прониклива і чарівна людина, легко зближувався з людьми. Мансу за сорок, він середнього зросту і стрункої статури, з різкими рисами обличчя, з карими очима і посивілим каштановим волоссям.
У свою бутність Королем-за-Стіною Манс не розлучався зі своїм старим плащем дозорного — з чорної тканини, з дірами, зашитими червоним шовком. Він не носив ніяких прикрас — ні корони, ні коштовностей, ні навіть срібних кілець — крім пряжки, що скріплює плащ. Для битви під Стіною Манс одягався в важкі лицарські лати і шолом, прикрашений воронячими крилами — незвичайне озброєння не тільки для здичавілих, але навіть для братів Нічної Варти.
Для тренувального бою з Джоном Сноу — в той час, коли Манс переховувався під личиною гримучої Сорочки — колишній Король-за-Стіною вибрав дворічний меч без щита і продемонстрував неабияку майстерність, ухиляючись від ударів Джона. Він також майстерно грає на лютні і співає; проникаючи на південь за Стіну, він успішно видавав себе за співака.

## Служба в Нічній Варті
За словами Куорена Напіврукого, в Дозор Манс потрапив дитиною після розгрому однієї зі зграй здичавілих. Він виріс і служив в якості розвідника в Сутінкової вежі. Як розвідник він був кращим, але не визнавав влади над собою і дисципліни. Ще в Дозорі він мав пристрасть до музики, знав в тому числі і пісні здичавілих і виспівував їх — зокрема, «Пісню про Зимові троянди», — повертаючись з вилазок за Стіну. Ще під час служби в Нічній Варті він бував в Вінтерфеллі і одного разу навіть зустрівся з малолітніми Джоном Сноу та Роббом Старком — в той раз він був у свиті лорда Кворгіла. Манс виявив над воротами гору снігу, яку діти збиралися скинути на когось із перехожих, розвеселився і пообіцяв, що нікому не скаже.